# チャドウィック・トルヒージョ
チャドウィック・A・トルヒージョ（Chadwick A. Trujillo, 1973年11月22日 - ）は、エッジワース＝カイパー・ベルトからオールトの雲にかけての、太陽系外縁部の研究を行っているアメリカの天文学者である。
トルヒージョは1995年にマサチューセッツ工科大学で物理学の学位を修得し、タウ・イプシロン・ファイのグザイ支部のメンバーとなった。2000年にはハワイ大学で天文学の博士号を修得し、カリフォルニア工科大学の博士研究員となった。
トルヒージョは太陽系外縁天体を数多く発見している。トルヒージョが発見した主な太陽系外縁天体は、次の通り。
- クワオアー - 2002年6月4日に、ブラウンとともに発見。
- 2002 VR128 - 2002年11月3日に、ブラウンとともに発見。
- セドナ - 2003年11月14日に、ブラウン、ラビノウィッツとともに発見。
- オルクス - 2004年2月17日に、ブラウン、ラビノウィッツとともに発見。
- エリス - 2005年1月8日に、ブラウン、ラビノウィッツとともに発見。
- マケマケ - 2005年3月31日に、ブラウン、ラビノウィッツとともに発見。

小惑星 (12101) トルヒージョは彼の名前にちなんでいる。